# Claude Victor Boissieu
Claude-Victor de Boissieu (o Boissieu de la Martinière) ( * 1784 - 1868 ) fue un artista, ilustrador botánico y un político local, francés .
Claude-Victor de Boissieu fue alumno de su tío, el gran grabador leones Jean-Jacques de Boissieu (1736-1810).
Después de sus funciones artísticas en la Corte de la Restauración de la Monarquía (luego de 1815), Claude-Victor de Boissieu ejercerá funciones políticas locales : alcalde de Ambérieu-en-Bugey, juez de paz, consejero general del Departamento de Ain.

## Obra
- Flore d'Europe (gran trabajo publicado entre 1804 y 1823 por la Ed. Bruyset, Lyon);
- Seconde tournée pittoresque dans une partie du Bugey, de la Savoye et de la Suisse en juillet-août 1811;
- Divers dont le Portrait de son oncle Camille-Marie de Valous, lieutenant de vaisseau ; La Porte d'un parc (1806);

- La abreviatura «Boissieu» se emplea para indicar a Claude Victor Boissieu como autoridad en la descripción y clasificación científica de los vegetales.[2]

## Fuente
- Dictionnaire des artistes Bénézit, Ed. Gründ.
- Dictionnaire des Biographies françaises